# Berejów (przystanek kolejowy)
Berejów – kolejowy przystanek osobowy we wsi Tarło, w powiecie lubartowskim, w województwie lubelskim, położony w km 69,544 na linii kolejowej nr 30.

## Historia
Przystanek został wybudowany w latach 2020–2021 w ramach „Rewitalizacji linii kolejowej nr 30 na odcinku Parczew – Lubartów”. Uruchomienie miało miejsce 12 grudnia 2021 roku wraz z wejściem w życie nowego rozkładu jazdy pociągów.

## Parametry techniczne
Oświetlony peron o długości 100 metrów jest w pełni dostosowany do potrzeb osób niepełnosprawnych. Zabudowano przeszkoloną wiatę, trzy ławki, śmietniki oraz gabloty z rozkładem jazdy. Przy wejściu znajduje się pięć stojaków rowerowych. 
W bezpośrednim sąsiedztwie zlokalizowany jest przejazd kolejowy w ciągu drogi powiatowej. 

## Ruch pasażerski
Przystanek znajduje się w odległości 1,7 km od Berejowa. Jest częścią trasy pociągów regionalnych Łuków – Lublin przewoźnika PolRegio.
Od grudnia 2024 roku codziennie zatrzymywało się tutaj 6 par szynobusów (5 w weekendy) zapewniających dojazd do Łukowa, Radzynia Podlaskiego, Parczewa oraz Lubartowa i Lublina.
Dobowa wymiana pasażerska oraz miejsce w rankingu ogólnopolskim:
| Okres | Ilość pasażerów | Miejsce w Polsce |
| ----- | --------------- | ---------------- |
| 2022  | 0-9             | 2362             |
| 2023  | 10-19           | 2250             |
| 2024  |                 |                  |